# Piškera
Piškera är en ö i Kroatien.   Den ligger i länet Šibenik-Knins län, i den södra delen av landet, 230 km söder om huvudstaden Zagreb. Arean är 2,7 kvadratkilometer.
Terrängen på Piškera är platt. Öns högsta punkt är 115 meter över havet. 